# Anna Olofsdotter
Anna Olofsdotter, död 1663, var en piga i Vänge prästgård på Gotland som dömdes 1663 av häradsrätten att brännas levande på bål för barnamord. Slutgiltigt hovrättsutslag i denna dom saknas men fallet är intressant då det visar att drakoniska domar stundtals fortsatte att utdömas av underrätter även under senare delen av 1600-talet.
Hovrätten omvandlade med stor sannolikhet domen till halshuggning - en princip som undantaget några ytterst sällsynta fall blev fullständig praxis efter 1644. Ett av dessa fall utspelades vid invigningen av avrättningsplatsen i Baltekull i Västergötland 8 oktober 1664, då två syskon från Långhult i Burseryd brändes levande på bål för incest och ett annat mer känt då Malin Matsdotter dömdes till bålet för trolldom i Stockholm 1676.